# Klarobelia lucida
Klarobelia lucida är en kirimojaväxtart som först beskrevs av Friedrich Ludwig Diels, och fick sitt nu gällande namn av Laurentius 'Lars' Willem Chatrou. Klarobelia lucida ingår i släktet Klarobelia och familjen kirimojaväxter. IUCN kategoriserar arten globalt som starkt hotad. Inga underarter finns listade i Catalogue of Life.